# Spargania intensa
Spargania intensa là một loài bướm đêm trong họ Geometridae.